# Argun (miasto)
Argun (ros. Аргун, czecz. Орга / Orga) – miasto w Federacji Rosyjskiej, w Czeczenii, nad rzeką Argun.

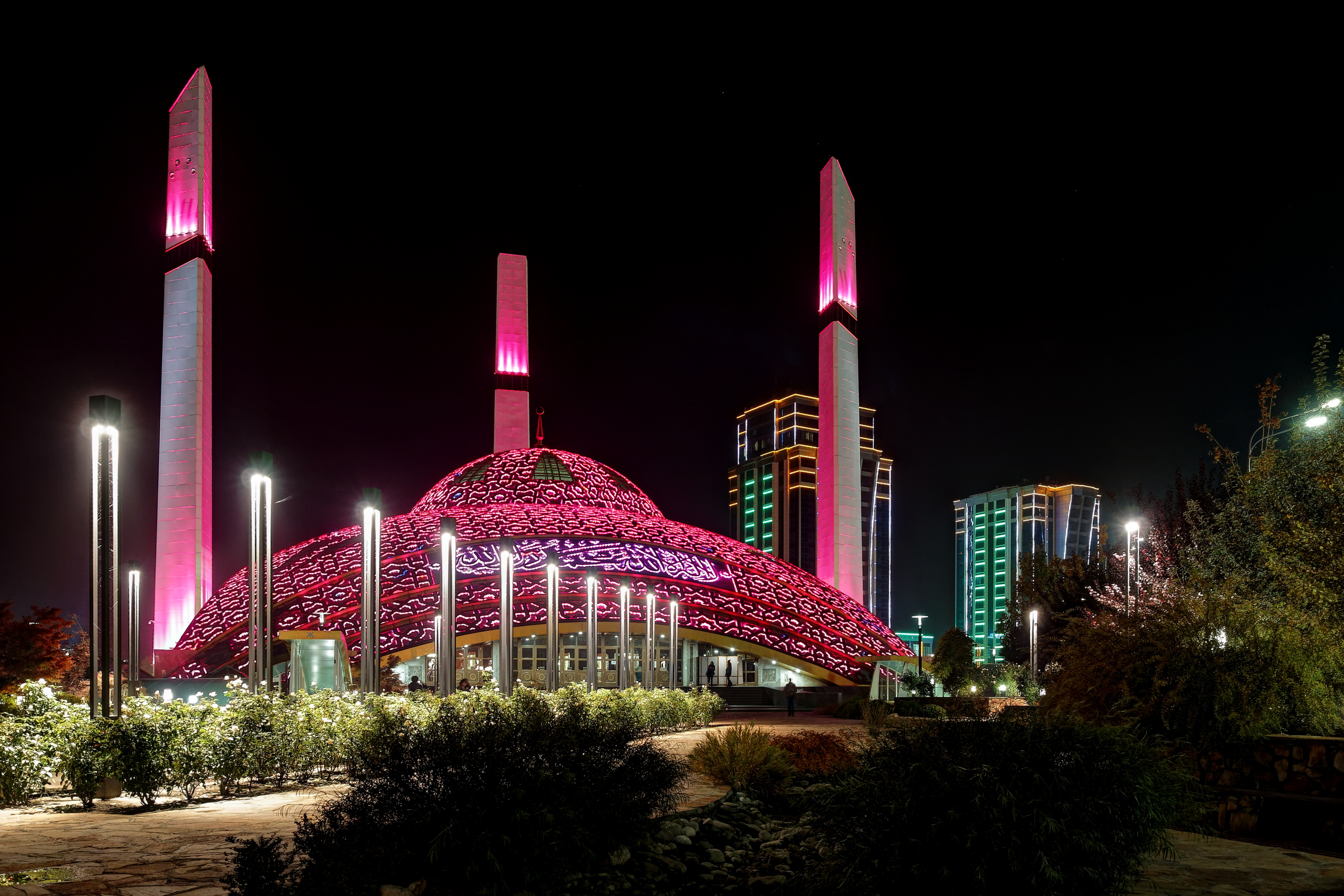
Meczet w Argun

## Demografia
- 1918 – 37 707[2]
- 2009 – 41 800
- 2021 – 40 290[1]

## Historia
Według danych historycznych Argun zostało założone w latach 1840–1850 i początkowo wioska nosiła nazwę Ustrada. W 1967 Argun otrzymało prawa miejskie.
Według danych 1 października 1918 roku populacja miasta wynosiła 37707 mieszkańców. W mieście większe zakłady to cukrownia, fabryka samochodów WAZ – Czeczenawto, elektrociepłownia, cementownia oraz młyn.
W czasie pierwszej wojny czeczeńskiej toczyła się tu kilkudniowa bitwa, która poskutkowała zajęciem miasta przez Rosjan 23 marca 1995 roku.
Według rosyjskiej „Nowej Gazety” w mieście utworzono obóz koncentracyjny dla gejów, pierwsze takie miejsce od czasów nazistowskich, w którym są poddawani torturom i zabijani.